# Sebastapistes galactacma
Sebastapistes galactacma és una espècie de peix pertanyent a la família dels escorpènids.

## Descripció
- Fa 4,9 cm de llargària màxima.
- Té glàndules verinoses.[5][6][7]

## Hàbitat
És un peix marí, associat als esculls de corall i de clima tropical (28°N-28°S) que viu entre 6-29 m de fondària.

## Distribució geogràfica
Es troba al Pacífic: Guam, Hawaii, Pohnpei i Rapa.

## Costums
És bentònic.

## Observacions
És verinós per als humans.